# Idiocera (Idiocera) collessi
Idiocera (Idiocera) collessi is een tweevleugelige uit de familie steltmuggen (Limoniidae). De soort komt voor in het Australaziatisch gebied.